# Cochranella erminea
Cochranella erminea är en groddjursart som beskrevs av Torres-Gastello, Suárez-Segovia och Diego F. Cisneros-Heredia 2007. Cochranella erminea ingår i släktet Cochranella och familjen glasgrodor. Inga underarter finns listade i Catalogue of Life.